# هانس برترام
هانس برترام (آلمانی: Hans Bertram؛ ۲۶ فوریهٔ ۱۹۰۶ – ۸ ژانویهٔ ۱۹۹۳) خلبان، فیلم‌نامه‌نویس و کارگردان فیلم اهل آلمان بود.